# Wrażenie
Wrażenie – pierwotny i najbardziej podstawowy proces poznawczy człowieka. Powstaje na skutek bezpośredniego działania bodźców ze świata zewnętrznego lub z wnętrza organizmu na zakończenia nerwowe (receptory), wywołując reakcję psychiczną. Jeden obiekt może jednocześnie działać na kilka rodzajów narządów zmysłowych, przez co jednocześnie można odczuwać kilka rodzajów wrażeń.
W psychologii wyróżnia się również zjawisko kierowania wrażeniem, które polega na wykreowaniu i utrzymaniu takiego wizerunku własnej osoby w oczach otoczenia, który pozwoli na późniejsze odnoszenie zeń korzyści np. politycznych, osobistych itp.

## Podstawowe cechy wrażeń
- charakter – rodzaj wrażenia, zależny od tego, na  który narząd zmysłu oddziałuje bodziec, np. smakowe, węchowe, wzrokowe,
- jakość – oceniana po interpretacji odebranego sygnału, z zaangażowaniem analizatorów znajdujących się w OUN (zob. np. analiza sensoryczna, rodzaje testów psychofizycznych, jakość hedoniczna),
- intensywność – wartość zależna od wielkości bodźca działającego na narząd zmysłu (zob. psychofizyka, np. prawo Webera-Fechnera, potęgowe prawo Stevensa, prawa psychofizyczne w olfaktometrii),
- czas trwania – uzależniony od czasu oddziaływania danego bodźca na narząd zmysłu, od szybkości procesu adaptacji sensorycznej do tego bodźca oraz od innych czynników, decydujących o zmianach progów wrażliwości (np. bodźce innego rodzaju, odwracające uwagę).

Możliwe jest jednoczesne odczuwanie różnych wrażeń, a wrażenia te wzajemnie na siebie oddziałują, najczęściej na zasadzie kontrastu wrażeń. Wyróżnia się:
- kontrast następczy (np. przy jedzeniu po słodkim cukierku kwaśnego jabłka, występuje wrażenie, że jest ono kwaśniejsze niż w rzeczywistości);
- kontrast współczesny (np. podczas patrzenia na szary obiekt umieszczony na czarnym tle, występuje wrażenie, że jest on jaśniejszy, niż gdyby był umieszczony na tle białym).

Z wrażeniami związane są takie pojęcia jak: 
- próg podniety – minimalna wielkość bodźca, który wywołuje odczuwalne wrażenie,
- próg różnicy – minimalna odczuwalna zmiana wielkości bodźca, która wywołuje zauważalną zmianę cech/cechy wrażenia (np. jego rodzaju, intensywności),
- szczyt wrażenia – intensywność wrażenia, która bez względu na dalsze zwiększanie natężenia działającego bodźca nie ulegnie już zwiększeniu (może wystąpić „próg bólu”),
- rozpiętość wrażliwości – przestrzeń pomiędzy najsłabszym a najmocniejszym odczuwalnym natężeniem wrażenia,
- adaptacja sensoryczna – proces stępienia lub nawet całkowitego zaniku wrażliwości na działające bodźce.

## Rodzaje wrażeń

### Wzrokowe
Związane są z percepcją fal świetlnych wpadających do oka. W ich odbiorze istotną rolę spełnia siatkówka, która jest błoną oka wrażliwą na bodźce świetlne.

#### Elementy światłoczułe siatkówki
- pręciki: odbierają światło o małym natężeniu i nie reagują na różnicę kolorów

- czopki: reagują na światło o większym natężeniu i są wrażliwe na barwy

Pręciki i czopki przekazują impulsy do kory mózgowej. Promienie świetlne o różnej długości fali pobudzają różne układy receptorowe, a impulsy są rozpoznawane w mózgu i uświadamiane osobie spostrzegającej fale świetlne. Widzenie barw zależne jest od trzech rodzajów barwników znajdujących się w czopkach (niebieskiej, zielonej, czerwonej). 
W odbiorze wrażeń wzrokowych występują dwa rodzaje zaburzeń:
- wadliwe lub całkowite nierozróżnianie barw: polega głównie na nieodróżnianiu kolorów zielonego od czerwonego i nazywa się daltonizmem,

- złudzenia optyczne: powstają na skutek niedokładnego spostrzeżenia przedmiotów lub zjawisk, zdarzeń, sytuacji.

### Słuchowe
Związane są z odbiorem fal dźwiękowych docierających do ucha człowieka. Głównym narządem odbierającym te wrażenia jest narząd Cortiego
Pobudzone przez fale dźwiękowe komórki nerwowe słuchu przetwarzają je na impulsy nerwowe i przesyłają do różnych miejsc w mózgu, gdzie następuje proces uświadomienia sobie rodzaju i charakteru treści, dzięki rozróżnianiu amplitudy fal oraz ich częstotliwości.
Uszkodzenie słuchu nazywa się głuchotą. Wyróżnia się trzy podstawowe stopnie głuchoty: lekką, średnią i ciężką.

### Smakowe
Związane są z chemiczną rejestracją ciał rozpuszczonych w ślinie w jamie ustnej. Organem odbiorczym tych wrażeń są brodawki smakowe rozmieszczone na całym języku, na podniebieniu miękkim, w tylnej części gardła oraz niektórych okolicach przełyku. 

### Węchowe
Węch, podobnie jak smak, należy do "zmysłów chemicznych", ściśle ze sobą powiązanych (wspólnie kształtujących tak zwaną "smakowitość"). Organem odbiorczym tych wrażeń jest nabłonek węchowy, mieszczący się w górnej części jamy nosowej. W błonie komórek nabłonka znajdują się częściowo specyficzne białka receptorowe (kilkaset rodzajów), których natura została poznana dzięki laureatom Nagrody Nobla w dziedzinie medycyny (Linda Buck i Richard Axel, 2004). Zawarte w powietrzu cząsteczki związków lotnych, z prądem powietrza dostają się do jamy nosowej, a następnie dyfundują do szczeliny, w której znajduje się nabłonek węchowy. Pobudzają niektóre z komórek nabłonka, zawierające odpowiednie białka receptorowe,  tworząc "mapę pobudzeń", charakterystyczną dla danego zapachu. Człowiek może rozpoznać po treningu nawet 10000 różnych zapachów. Jedna z zaproponowanych klasyfikacji tych wrażeń wyodrębnia wonie: aromatyczne, kwiatowe, piżmowe, czosnkowe, spalenizny, korzenne, wstrętne, obrzydliwe. 
Zobacz też zmysł węchu.

### Dotykowe
Odpowiedzialna za odbiór wrażeń dotykowych jest skóra, która ma liczne zakończenia nerwowe. Człowiek poprzez skórę odczuwa dotyk, nacisk, swędzenie, łechtanie, ból. Spełnia ona również rolę drugich płuc – wydziela produkty rozkładu białka w postaci potu oraz rolę "wabika" dla płci odmiennej. Wrażenia skórne wywołują w świadomości człowieka różnego rodzaju wyobrażenia (ostrości, gładkości, wilgotności, szorstkości, lepkości).

### Termiczne
Źródłem bodźców termicznych są ciała o różnej temperaturze w granicach od −10 stopni Celsjusza do +70 stopni Celsjusza. Powierzchnia skóry ma specjalne punkty reagujące na ciepło i zimno. Człowiek poprzez skórę odczuwa gorąco, ciepło, zimno, chłód.

### Stawowe
Wrażenia te odbierane są dzięki ciałkom dotykowym, rozmieszczonym w torebkach stawowych, okrywających nasze stawy(kolanowy, biodrowy, łokciowy, barkowy). Wrażenia stawowe dają człowiekowi możliwość dobrego orientowania się w ułożeniu swoich kończyn i całego ciała, zwłaszcza w ciemności.

### Mięśniowe
Odpowiedzialne za odbiór tych wrażeń są zakończenia nerwowe znajdujące się w ścięgnach. Dzięki temu organowi potrafimy ocenić i porównywać różnego rodzaju ciężary i obciążenia, z którymi mamy do czynienia.

### Równowagi ciała
Organem utrzymującym równowagę ciała jest organ znajdujący się w uchu wewnętrznym, zwany błędnikiem błoniastym. Składa się on z trzech przewodów półkolistych, woreczka i łagiewki. Komórki zmysłowe zakończone rzęskami (włoskami) poruszane są przez płyn zwany endolimfą. Ruchy głowy powodują przemieszczanie się endolimfy i poruszanie włosków komórek nerwowych. Powstające impulsy nerwowe stanowią podstawę pobudzenia odpowiedniego pola kodowania równowagi i uświadomienia położenia głowy i całego ciała.

### Ustrojowe
Wrażenia ustrojowe odbierane są z wnętrza naszego organizmu dzięki rozmieszczonym organom odbiorczym i sygnałowym. Dzięki odbiorowi tych wrażeń poznajemy stan funkcjonalny naszego organizmu jako całości oraz różnego rodzaju dolegliwości: głód, apetyt, przesyt, nudności, zatrucie, duszność, senność, zaparcia, wrażenia seksualne.